# Dingiswayo
Dingiswayo, nato Godongwana (KwaZulu-Natal, 1780 circa – 1817), è stato un condottiero sudafricano e capo del popolo mtetwa, nonché principale e ultimo leader della potente confederazione Mtetwa. Suo padre Jobe era figlio di Kayi, considerato il fondatore del regno mtetwa. È noto principalmente per essere stato mentore e ispiratore di Shaka Zulu, nonché suo alleato nella conquista del potere.

## Biografia
Secondo le fonti locali, il giovane Godongwana e suo fratello Tana erano figli di Jobe, anziano capo dei Mtetwa, e complottarono contro di lui per spodestarlo, ma furono scoperti e condannati a morte. Tana fu ucciso, mentre Godongwana riuscì a scappare grazie all'aiuto di una sua sorella e si rifugiò a nord, nei Monti dei Draghi, presso i popoli dei Qwabe e dei Langeni. Fu per questo che si attribuì il nome Dingiswayo, che significa "colui che vaga". Ma alla morte di Jobe fece ritorno in patria, si sbarazzò senza difficoltà di Mawewe, che era succeduto a Jobe, e divenne re.

## Re dei Mtetwa
Dingiswayo ebbe modo di osservare una truppa di Khoi, guidati da esploratori inglesi: il tenente Donovan e il dr. Cowan, che tentavano di attraversare la regione del Natal per raggiungere la vicina colonia portoghese. Quando Cowan fu ucciso da Pakatwayo, capo dei Qwabe, Dingiswayo si impadronì del suo cavallo e del suo fucile.
Il sovrano mtetwa intuì che con nuove tecniche militari e la giusta disciplina il suo esercito avrebbe conquistato il predominio sui popoli vicini. Ideò una nuova formazione militare: l'impi, e riorganizzò le sue truppe con una catena di comando che faceva capo ad ufficiali da lui scelti. Fra costoro ebbe modo di distinguersi il giovane Shaka Zulu. Attorno al 1812 l'esercito mtetwa guidato dal generale Shaka ottenne una grande vittoria sugli Amangwane, che furono cacciati oltre il Buffalo River. Fu questa una delle prime migrazioni dei popoli dell'Africa australe, che cercavano così di sfuggire alle armi dei Mtetwa e più tardi degli Zulu, fenomeno noto come Mfecane. I popoli che invece accettavano di sottomettersi vennero incorporati nella Confederazione Mtetwa.
Nel 1817 Dingiswayo fu catturato dal suo nemico Zwide, re del potente clan Ndwandwe, che lo decapitò. I suoi beni furono sepolti assieme a lui. La sua tomba si trova nel Khekhe's kraal, a nord del fiume Tugela. Con la sua morte, la Confederazione Mtetwa si frantumò, ma i resti furono raccolti da Shaka Zulu, che, trionfando nella guerra con i Ndwandwe, conquistò lui il predominio sulla regione sudafricana.